# Folkbaltica
Folkbaltica (Eigenschreibweise: folkBALTICA) ist ein Folk-Festival für nordische und baltische Musikkulturen der Ostsee-Anrainerstaaten in Schleswig-Holstein, das seit 2005 jährlich durchgeführt wird. Die Veranstaltungen finden üblicherweise im Mai (zumeist ist das Abschlusskonzert genau vier Wochen nach Ostersonntag) im deutsch-dänischen Grenzgebiet rund um den Zentralort Flensburg statt.

## Geschichte
Seit 2005 wurde folkBALTICA zunächst jeweils mit einem besonderen Länder-Schwerpunkt oder Thema organisiert:
- 2005: „Norwegen“
- 2006: „Schweden“
- 2007: „Finnland“
- 2008: „Estland“
- 2009: „Dänemark“
- 2010: „Lettland“
- 2011: „Europäische Kulturhauptstädte des Ostseeraums“
- 2012: „Deutschland und Dänemark – Grenzen und Grenzgänger“
- 2013: „Polen“

Zum 10-jährigen Jubiläum wurde ein weiterreichendes Thema gewählt:
- 2014: „Bernsteinstraßen-Festival • Ravvejsfestivalen“ (mit Künstlern entlang des Wegs wie auch aus allen Ostseeanrainerstaaten)[1]

Seither ist der Fokus erweitert:
- 2015: „Nordsee / Ostsee • Vesterhav / Østersø“[2]
- 2016: „Stimmen • Stemmen“[3]
- 2017: „Die große Reise • Den store rejse“[4]
- 2018: „Berg und Meer • Bjerg og hav“[5]
- 2019: „Sturm & Stille • Storm og stille“[6]

(* 2020: „Grenzenlos • Grænseløs“) --- aufgrund der Corona-Pandemie am 18. März 2020 abgesagt worden
- 2021: „Musik ist Leben • Musik er liv“[8]
- 2022: „Klang & Bewegung • Klang & Bevægelse“[9]
- 2023: „Mut & Hoffnung • Mod & Håb“[10]
- 2024: „Singt! • Syng!“[11]
- 2025: „Der Lenz kommt! • Våren kommer!“[12]

## Strukturen
Folkbaltica war zunächst eine Veranstaltung der gemeinnützigen GmbH folkBALTICA unter dem Dach des kulturellen Ostseenetzwerkes Ars Baltica. Gesellschafter waren der Landesmusikrat Schleswig-Holstein e. V., Sydslesvigsk Forening (SSF), die Landesarbeitsgemeinschaft Folk Schleswig-Holstein e. V. sowie als Einzelpersonen Rainer Prüss (Flensburg), Jens-Peter Müller (Flensburg), Peter Boll (Rendsburg) und Bernd Künzer (Stein).
Bis zum Juni 2012 lag sowohl die Geschäftsführung als auch die künstlerische Leitung bei Jens-Peter Müller. Dann erfolgte eine Trennung: Die Geschäftsführung übernahm Peter Boll, Rendsburg, während die künstlerische Leitung für zunächst drei Jahre vom dänischen Musiker und Komponisten Harald Haugaard ausgeübt wurde und wird.
Auf der Gesellschafterversammlung der gGmbH am 27. August 2014 erklärte der ehrenamtlich tätige geschäftsführende Gesellschafter Peter Boll aus persönlichen Gründen mit sofortiger Wirkung seinen Rücktritt. Da sich kein Nachfolger fand, wurde damit die Auflösung der Gesellschaft eingeleitet – und ein neuer Träger wurde notwendig. Dieser wurde am 13. November 2014 als folkBALTICA e. V. gegründet. Dem Verein gehören ausschließlich institutionelle Mitglieder an, um eine größere Kontinuität gewährleisten zu können. Geschäftsführerin des Vereins war vom 1. April 2015 bis zum Sommer 2019 Juliana Christiansen. Danach übernahmen Elisabeth Kose und Nele Spitzley die Leitung des Festivals, die bereits vorher für das Festival gearbeitet hatten. Im September 2022 übernahm Thomas „Gerri“ Christiansen die Festivalleitung von Elisabeth Kose. Künstlerischer Leiter ist weiterhin Harald Haugaard.
Gründungsmitglieder von Folk-Baltica e.V. sind: Stadt Flensburg, Sønderborg Kommune, Tønder Kommune, Sydslesvigsk Forening e. V. (SSF), Bund Deutscher Nordschleswiger (BDN), Kulturstiftung des Kreises Schleswig-Flensburg, ROSA - Dansk Rock Samråd, LAG Folk Schleswig-Holstein e. V., Flensburger Folkverein e. V. und Speicher Husum e. V. An der Spitze des Vorstands stand von 2014 bis 2024 Torge Korff (Leiter des Flensburger Kulturbüros). Anfang 2024 wurde Helle Barsøe als Vertreterin des Fördervereins folkBALTICA e.V. zur neuen Vorsitzenden gewählt, da Torge Korff aufgrund seines beruflichen Wechsels den Vorsitz abgeben musste.
Kooperationspartner waren (und sind) das Kulturbüro der Stadt Flensburg, die Stadt Eckernförde, die Kommunen Sønderborg, Aabenraa und Tønder, der Verband Deutscher Büchereien Nordschleswig (Apenrade) sowie die Veranstalter, Kirchen, Museen, Vereine und Soziokulturellen Zentren in Flensburg und in der Region Sønderjylland-Schleswig. Unterstützt wird das Festival vom Förderverein folkBALTICA e. V.

## Sonstiges
Erstmals hat das Festival 2016 keinen geografischen Bezug als Thema (wobei als Nebenthemen jeweils Musikinstrumente auftraten, wie z. B. die Stimme im Jahre 2014). Zudem wurde zeitgleich die Festivaldauer verlängert (Samstag bis Sonntag darauf = neun Tage anstelle der üblichen fünf (Eröffnung Mittwoch, Abschluss Sonntag)). Als weitere Neuerung wird (seit Ende 2015) das Programm schon im Dezember des Vorjahres bekanntgemacht.